# Hercostomus dentalis
Hercostomus dentalis är en tvåvingeart som beskrevs av Yang 1997. Hercostomus dentalis ingår i släktet Hercostomus och familjen styltflugor. Inga underarter finns listade i Catalogue of Life.